# 戊
戊，天干的第五位。其在方位上指中央，五行屬土，陰陽属陽。天干亦可表示植物的生長週期，戊指植物處於全盛。

## 含戊的干支
- 戊辰
- 戊寅
- 戊子
- 戊戌
- 戊申
- 戊午

## 關於戊年的大事
- 戊戌變法
- 戊戌政變
- 1918年流感大流行
- 1968年流感疫情